# Estación Pindapoy
Pindapoy es una estación ferroviaria argentina abandonada, ubicada en San José, en la provincia de Misiones. 

## Servicios
Pertenece al Ferrocarril General Urquiza, en el ramal que une las estaciones de Federico Lacroze, en la Ciudad Autónoma de Buenos Aires y Posadas, en la Provincia de Misiones. Era una estación intermedia del servicio del "Gran Capitán" que recorría hasta 2011.
No presta servicios de pasajeros. Por sus vías corren trenes de carga de la empresa estatal Trenes Argentinos Cargas.

## Galería

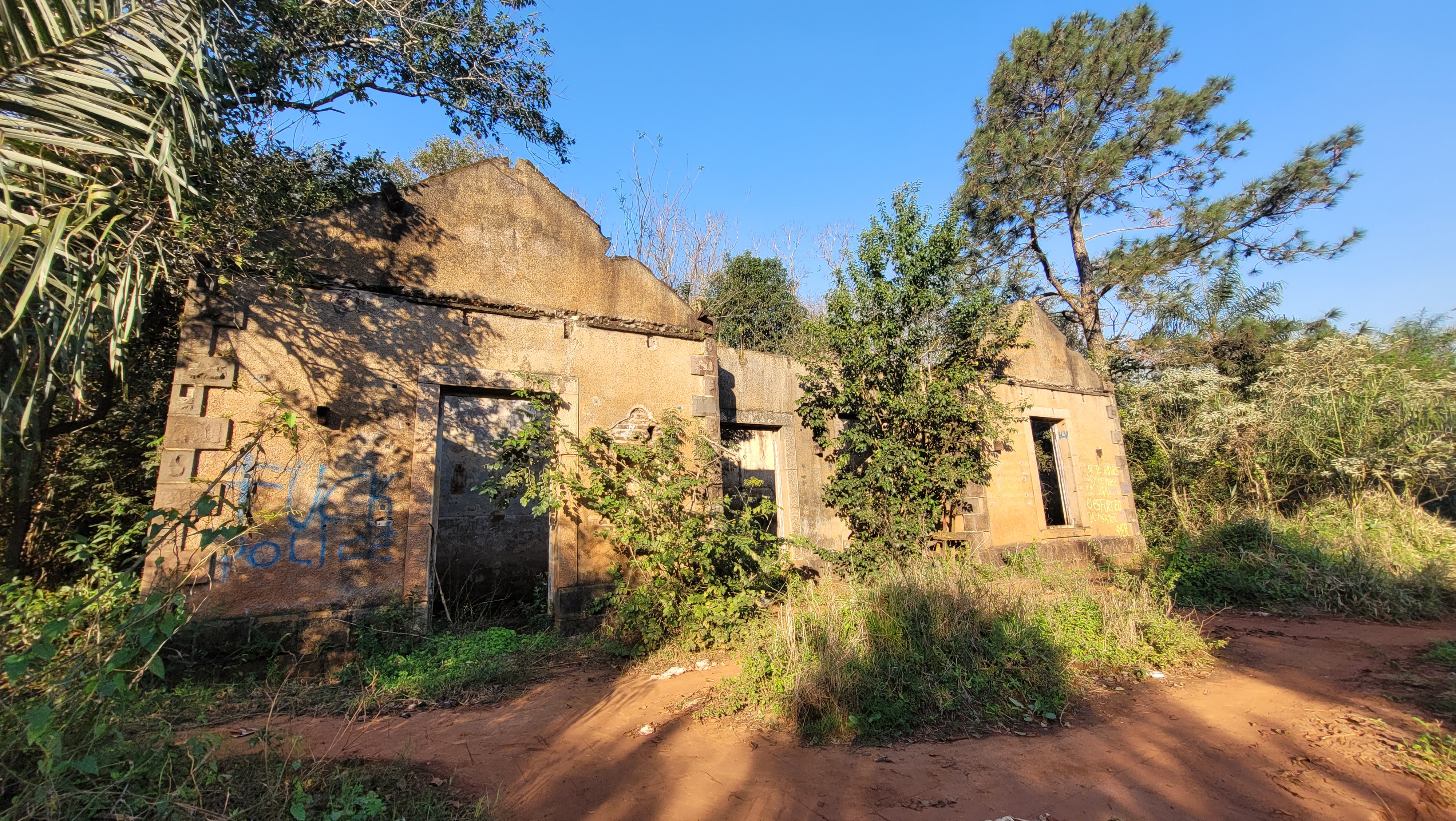
Estación Pindapoy, estado actual de abandono en San José.
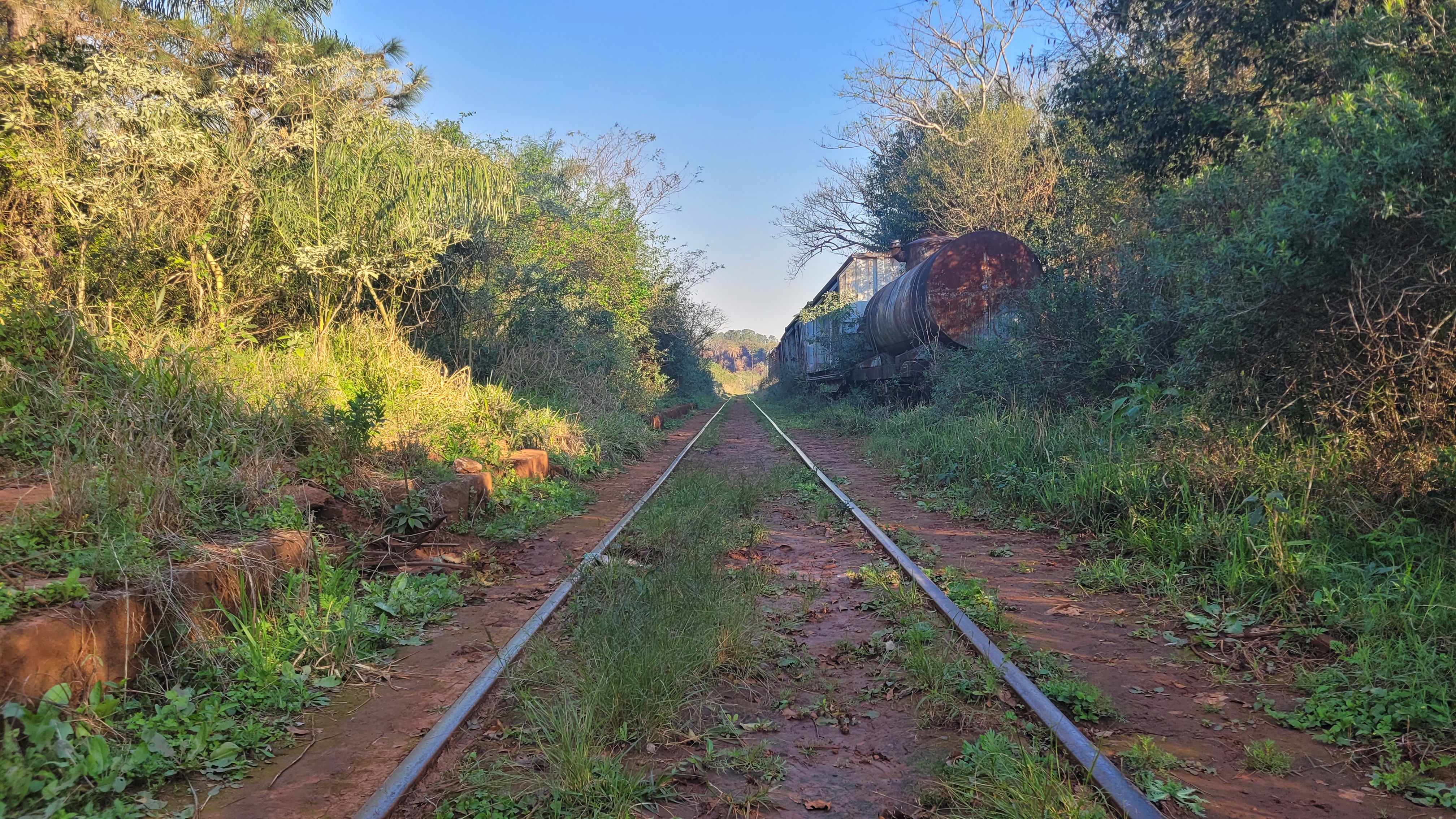
Vista desde Estación Pindapoy (sentido hacia Estación Apóstoles).
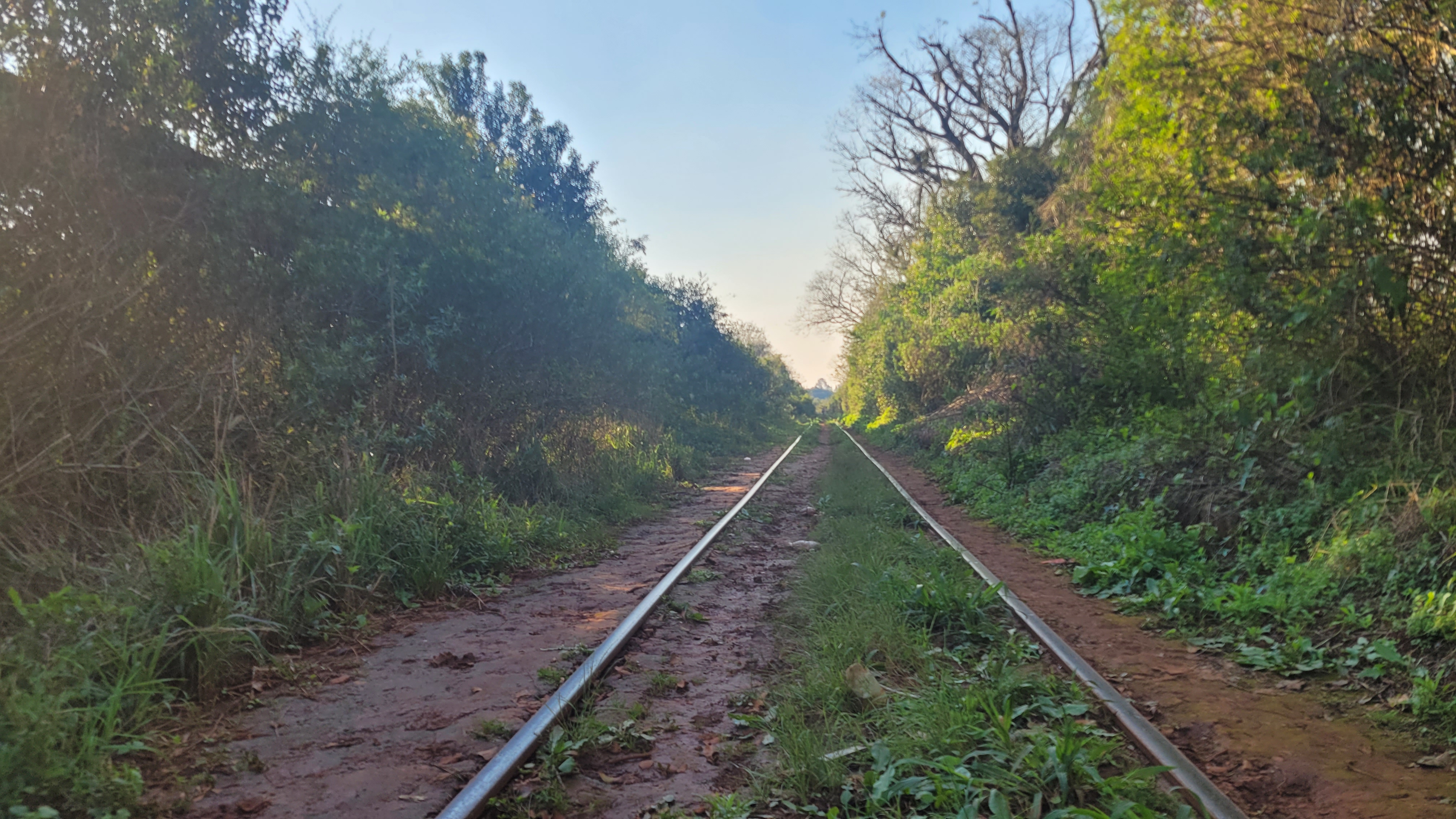
Vista desde Estación Pindapoy (sentido hacia Estación Parada Leis).